# Théorème de Banach-Stone
En mathématiques, le théorème de Banach-Stone, nommé d'après Stefan Banach et Marshall Stone, est un résultat d'analyse fonctionnelle selon lequel si deux espaces compacts ont le « même » espace vectoriel normé (à isomorphisme près) d'applications continues à valeurs complexes, alors ils sont homéomorphes.

## Énoncé
Pour tout compact X, notons C(X) l'espace de Banach des applications continues (donc bornées) de X dans ℂ, muni de la norme de la convergence uniforme.

Pour tous compacts X et Y et toute isométrie linéaire surjective T : C(X) → C(Y), il existe un homéomorphisme φ : Y → X et une application g ∈ C(Y) tels que
{\displaystyle {\begin{matrix}&\forall y\in Y,&|g(y)|=1\\{\rm {et}}&&\\&\forall f\in C(X),\forall y\in Y,&(Tf)(y)=g(y)f(\varphi (y)).\end{matrix}}}
Remarques
- D'après ce théorème, toutes les propriétés topologiques de X peuvent se « lire » sur l'espace vectoriel normé C(X). Par exemple : X est métrisable si et seulement si C(X) est séparable (le « si » est une remarque dans le résumé de preuve ci-dessous ; le « seulement si » est une application du théorème de Stone-Weiertrass).
- Cette version classique de l'énoncé[1] possède de multiples généralisations[2], portant par exemple sur des espaces non compacts ou des espaces d'applications à valeurs vectorielles[3], ou supposant seulement que T est « presque » une isométrie[4].

## Résumé de preuve
D'après le théorème de représentation de Riesz, le dual de C(X) est l'espace de Banach M(X) des mesures de Borel complexes quasi-régulières, muni de la norme de la variation totale.
L'application qui à x associe la mesure de Dirac δx est un homéomorphisme, de X dans M(X) muni de la topologie faible-*.
L'ensemble des points extrémaux de la boule unité de M(X) est l'ensemble des multiples de mesures de Dirac par des complexes de module 1 et l'application adjointe T* : M(Y) → M(X) est, comme T, une isométrie surjective donc une bijection entre ces points extrémaux pour X et leurs analogues pour Y. On peut donc définir une fonction g à valeurs dans les complexes de module 1 et une bijection φ en posant
La continuité faible-* de T* garantit la continuité de g et φ. Par bijectivité et compacité, φ est donc un homéomorphisme.